# Cetara

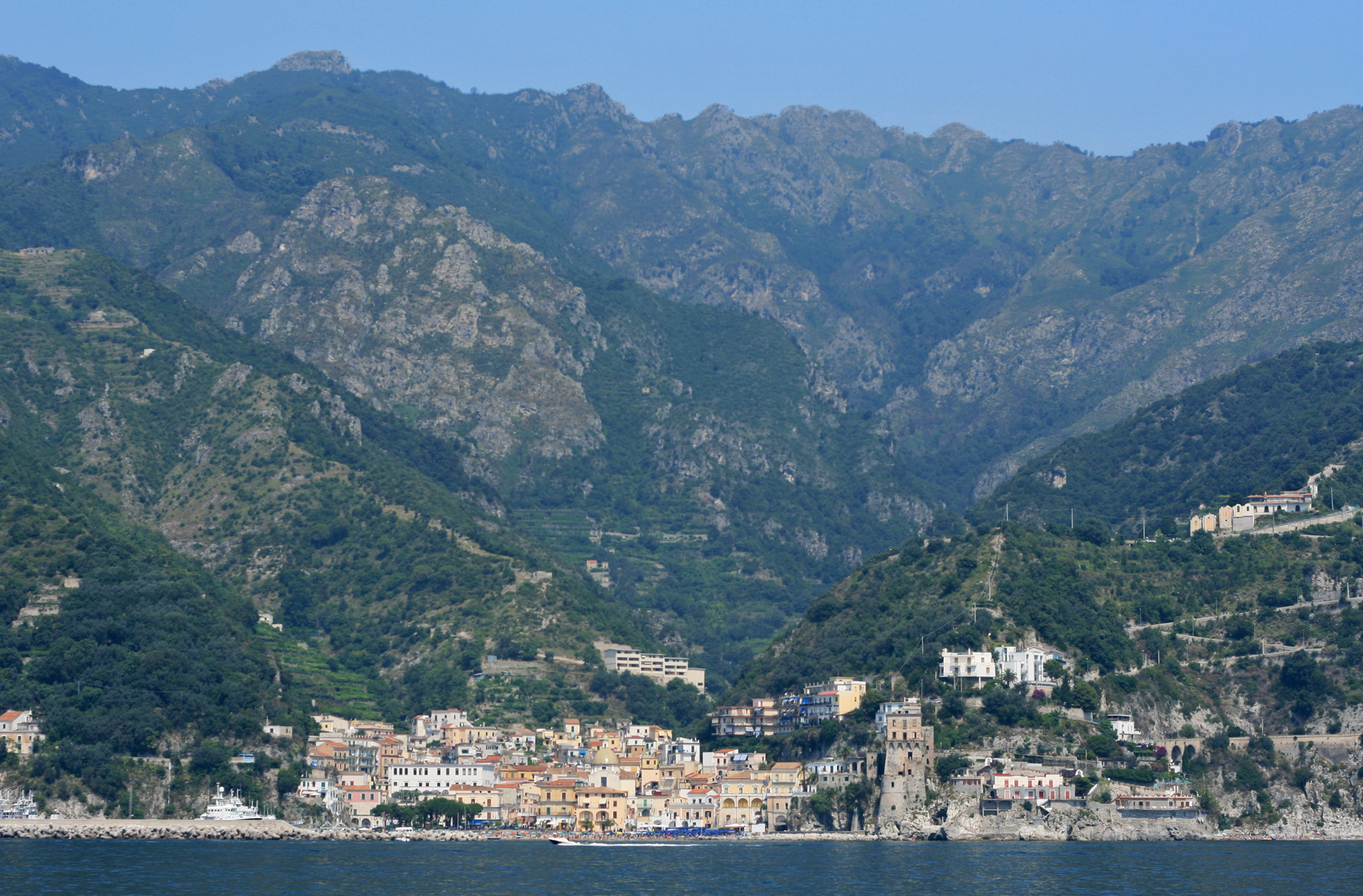
Cetara

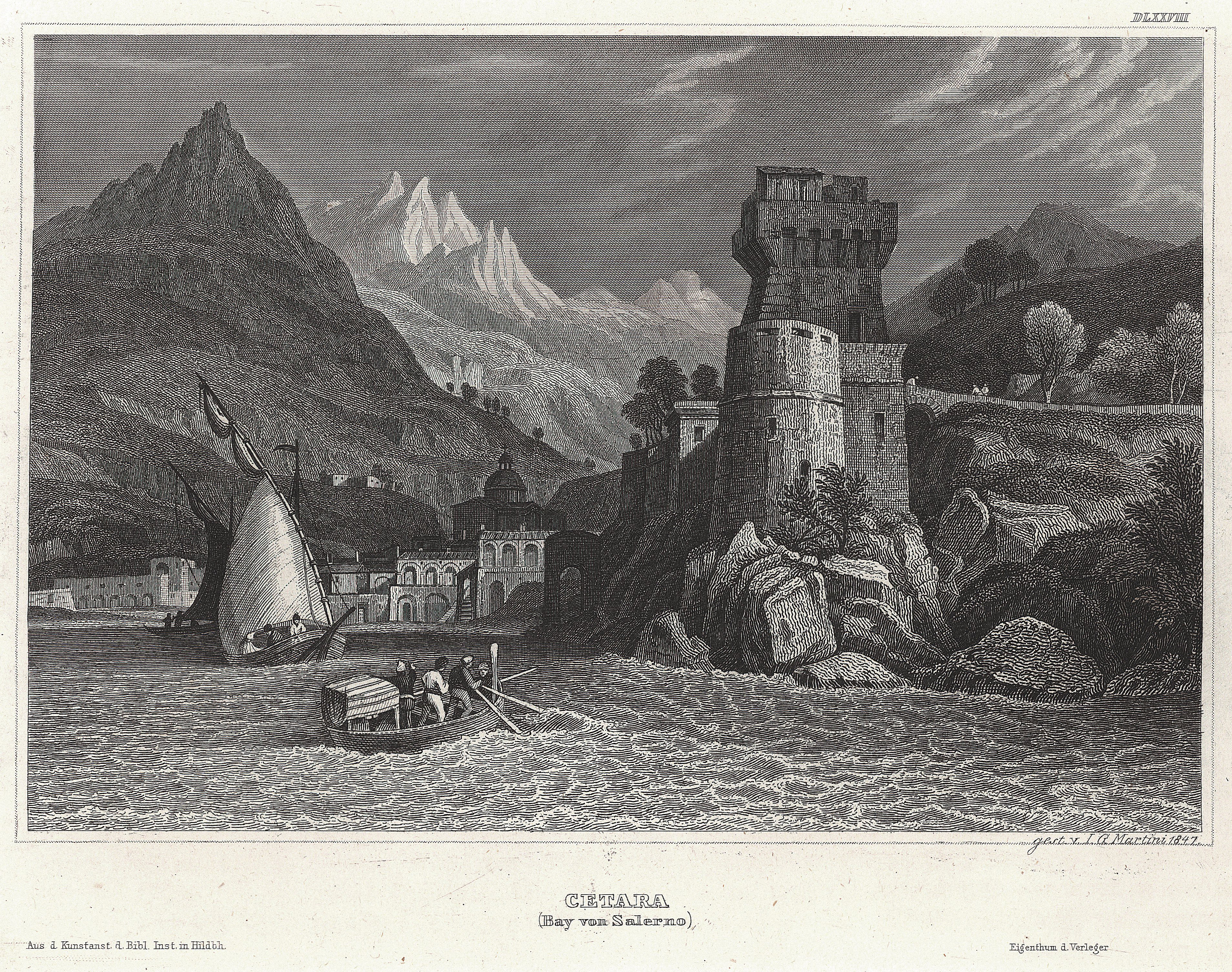
Cetara Mitte des 19. Jh.

Cetara ist eine italienische Ortschaft mit 1941 Einwohnern (Stand 31. Dezember 2023) an der Amalfiküste in der Provinz Salerno, die zur Region Kampanien gehört. Sie gehört zur Bergkommune Comunità Montana Penisola Amalfitana.

## Geografie

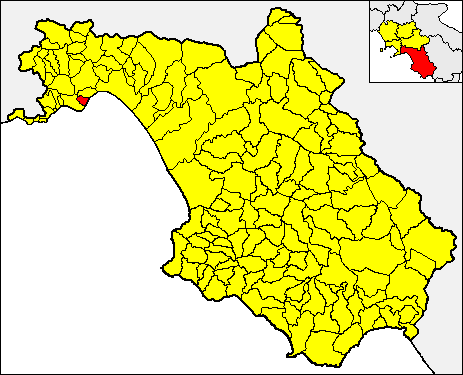
Cetara in der Provinz Salerno

Cetara liegt etwa neun Kilometer südwestlich von Salerno und etwa 50 km südlich von Neapel, das über die Strada Statale SS 163 und die Autobahn A 3 Neapel – Reggio Calabria (Autostrada del Sole) gut erreicht werden kann.

## Politik
Bürgermeister (Sindaco) ist Secondo Squizzato, der am 29. Mai 2006 gewählt wurde. Der Gemeinderat besteht aus 13 Mitgliedern. Die Mehrheitsfraktion (9 Sitze) nennt sich „Cetara Nuova – Insieme per il Futuro“ (Neues Cetara – Gemeinsam für die Zukunft), die Minderheitsfraktion „Uniti per Cetara“ (Vereint für Cetara).

## Wirtschaft
Hauptwirtschaftszweige sind nach wie vor der Fischfang und die Landwirtschaft. Ein überregional bekanntes Produkt des Ortes ist die Würzsauce Colatura di Alici di Cetara, die aus in Salz eingelegte Sardellen besteht.

## Städtepartnerschaften
Der Ort ist mit der französischen Stadt Sète in einer Partnerschaft verbunden.